# Čičava
Čičava es un municipio del distrito de Vranov nad Topľou en la región de Prešov, Eslovaquia, con una población estimada a final del año 2024 de 1379 habitantes.
Se encuentra ubicado en el centro-sur de la región, cerca del río Topľa (cuenca hidrográfica del río Tisza) y de la frontera con la región de Košice.

## Demografía
| Año        | 1994 | 2004     | 2014     | 2024     |
| ---------- | ---- | -------- | -------- | -------- |
| Población  | 719  | 979      | 1238     | 1379     |
| Diferencia |      | +36,16 % | +26,45 % | +11,38 % |

| Año        | 2023 | 2024    |
| ---------- | ---- | ------- |
| Población  | 1347 | 1379    |
| Diferencia |      | +2,37 % |